# Tricholaema melanocephala
Tricholaema melanocephala là một loài chim trong họ Lybiidae.